# 原田明 (超分子化学者)
原田 明（はらだ あきら、1949年9月8日 - ）は、日本の高分子科学者。1998年より2015年まで大阪大学大学院理学研究科教授。超分子科学・生化学を専門とする。

## 略歴
- 1949年: 大阪府豊中市生まれ
- 1977年: 大阪大学 理学博士号取得、「Inclusion and catalysis by cyclodextrin-containing polymers(シクロデキストリンポリマーによる包接作用と触媒作用)」
- 1982年: 同学産業科学研究所助手
- 1988年: 同学理学部助手
- 1994年: 同学理学部助教授
- 1998年: 同学理学部教授
- 2013年: 大阪大学特別教授
- 2015年: 大阪大学名誉教授

## 業績
高分子や抗体・DNAなどの生体高分子などを題材とした超分子科学の世界的権威。特にシクロデキストリンと高分子とを混ぜ合わせると、ネックレスのようにいくつもの環状分子を高分子鎖が貫いた超分子構造の包接錯体が形成されることを発見した。
日本化学会、高分子学会などを中心に活動し、理事などを務めた。2002年～2007年には21世紀COEプロジェクト「自然共生化学の創成」の拠点リーダーを務めた。

## 受賞歴
- 1993年 IBM科学賞
- 1998年 大阪科学賞
- 1999年 高分子学会賞
- 2004年 シクロデキストリン学会賞
- 2006年 紫綬褒章[1]
- 2008年 Izatt-Christensen Award
- 2012年 日本化学会賞
- 2022年 瑞宝中綬章[2]

など

## 関連人物
- 新海征治
- 高田十志和
- 藤田誠
- 中條善樹
- 正本順三
- 相田卓三